# Mort prématurée

Mort prématurée est un téléfilm français réalisé par José Pinheiro, diffusé la première fois en 2007, sur France 2.

## Synopsis
Léa, jeune femme de trente ans, qui travaille au relais-château du Domaine des Palmes, vit mal sa relation avec Bruno. Depuis quelque temps, il se montre excessivement jaloux et boit trop. Un jour où Bruno devient trop violent, Léa se réfugie chez son ami, Vincent, pianiste à l'hôtel où elle travaille. Il est veuf et père de deux petites filles.

## Fiche technique
- Titre : Mort prématurée
- Réalisation : José Pinheiro
- Scénario : José Pinheiro
- Dialogue : Clément Delage, Michel Ferry
- Musique : Stéphane Legouvello
- Pays d'origine : France
- Genre : thriller
- Durée : 95 minutes
- Format : couleur
- Tourné en français
- Public: Interdit aux moins de 10 ans

## Distribution
- Marina Golovine : Léa Rousseau
- Arnaud Giovaninetti : Vincent Valenti
- Fernando Guillén : le commissaire Potier
- Philippe Bas : Bruno Richet
- Pedro Gutierrez : Thierry Bamogo
- Ilona Bachelier : Tania
- Louvia Bachelier : Marion